# Biskupice (powiat wrocławski)
Biskupice (niem. Bischowitz) – wieś w Polsce położona w województwie dolnośląskim, w powiecie wrocławskim, w gminie Jordanów Śląski.

## Podział administracyjny
W latach 1975–1998 miejscowość należała administracyjnie do województwa wrocławskiego.

## Dawna nazwa
W okresie hitlerowskiego reżimu w latach 1936–1945 miejscowość nosiła nazwę Loheichen.